# Toggenburger Tagblatt
Das Toggenburger Tagblatt ist eine Schweizer Regionalzeitung für das Toggenburg. Sie erscheint im Verbund des St. Galler Tagblatts und wird seit dem 1. Oktober 2018 vom Medienunternehmen CH Media herausgegeben. Zuvor gehörte es der NZZ-Mediengruppe.

## Profil
Das Toggenburger Tagblatt ist eine klassische Tageszeitung und deckt neben Ereignissen aus der Region auch das überregionale Geschehen aus Gesellschaft, Politik, Wirtschaft, Sport und Unterhaltung ab. Die Zeitung erscheint von Montag bis Freitag und am Samstag als Schweiz am Wochenende.

## Geschichte
Das freisinnige Blatt Der Toggenburger entstand 1942 aus der Fusion des freisinnigen, in Lichtensteig seit 1830 erscheinenden Toggenburger Boten und des ab 1854 in Wattwil herausgegebenen Toggenburger Anzeigers. Die Zeitung erschien von 1942 bis 1998 selbstständig und seit 1998 als Kopfblatt des St. Galler Tagblatts unter dem Titel Toggenburger Tagblatt. Von 1942 bis Ende Oktober 1976 erschien die bis 1998 in Wattwil gedruckte Zeitung dreimal, ab November 1976 viermal wöchentlich. 2010 belief sich die Auflage auf rund 5000 Exemplare.
2007 kaufte die Buchdruckerei Wattwil, die Herausgeberin des Toggenburger Tagblatts, die Toggenburger Nachrichten mit einer Auflage von 4500 Exemplaren. 2008 änderte die Buchdruckerei Wattwil AG ihren Namen in Toggenburg Medien AG. 2014 übernahm das St. Galler Tagblatt, Teil der NZZ-Mediengruppe, zusammen mit der Wiler Zeitung auch die Lokalzeitung Alttoggenburger von der Druckerei Flawil. Im Jahr 2015 wurden der Alttoggenburger und die Toggenburger Nachrichten in das Toggenburger Tagblatt integriert.
Von August 2017 bis Juni 2020 erschien jeweils donnerstags mit A Die Toggenburger Wochenezeitung die Grossauflage des Toggenburger Tagblatts mit einer verbreiteten Auflage von zuletzt 17'491 Exemplaren. Zusätzlich zur Verteilung an die Abonnenten wurde das A auch in die Briefkästen der Nichtabonnenten aus der Region verteilt. Die Wochenzeitung erschien am 4. Juni 2020 das letzte Mal.
2018 brachte die NZZ-Mediengruppe das St. Galler Tagblatt zusammen mit der Luzerner Zeitung in das mit den AZ Medien gegründete Medienunternehmen CH Media ein. Die Betriebsaufnahme von CH Media erfolgte am 1. Oktober 2018. Seither wird das Toggenburger Tagblatt von CH Media herausgegeben.
Seit 2019 erscheinen die Samstagsausgaben als Schweiz am Wochenende mit einem zusätzlichen 3. Bund mit Reportagen und Hintergründen sowie Meinungen und Kommentaren von Redaktoren und Gastautoren.